# Epimecis
Epimecis is een geslacht van vlinders van de familie spanners (Geometridae), uit de onderfamilie Ennominae.

## Soorten
- E. akinaria Dognin, 1907
- E. amianta Prout, 1929
- E. benepicta Warren, 1906
- E. confertistriga Bastelberger, 1907
- E. conjugaria Guenée, 1857
- E. consimilis Warren, 1905
- E. curvilinea Warren, 1907
- E. detexta Walker, 1860
- E. diffundaria Walker, 1860
- E. fraternaria Guenée, 1857
- E. fumistrota Warren, 1904
- E. funeraria Schaus, 1927
- E. marcida Warren, 1906
- E. masica Druce, 1892
- E. matronaria Guenée, 1857
- E. mundaria Walker, 1860
- E. patronaria Walker, 1860
- E. plumbilinea Warren, 1905
- E. pudicaria Guenée, 1858
- E. puellaria Guenée, 1857
- E. scolopaiae Drury, 1773
- E. semicompleta Warren, 1905
- E. subalbida Warren, 1900
- E. subroraria Walker, 1860
- E. vexillata Felder, 1874
- E. virginiaria Cramer, 1780